# Cultures neolítiques i calcolítiques de Mesopotàmia

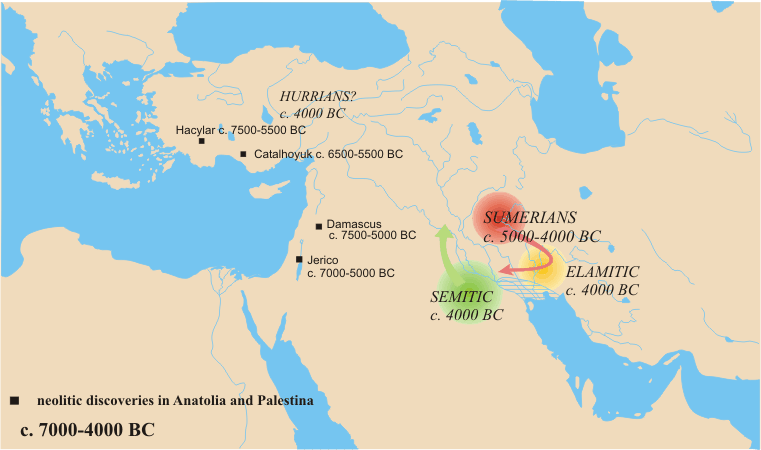
Mesopotàmia 7000-4000 aC

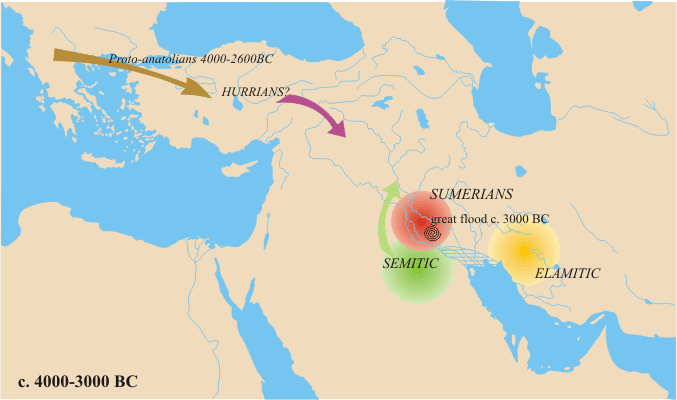
Mesopotàmia 4000-3000 aC

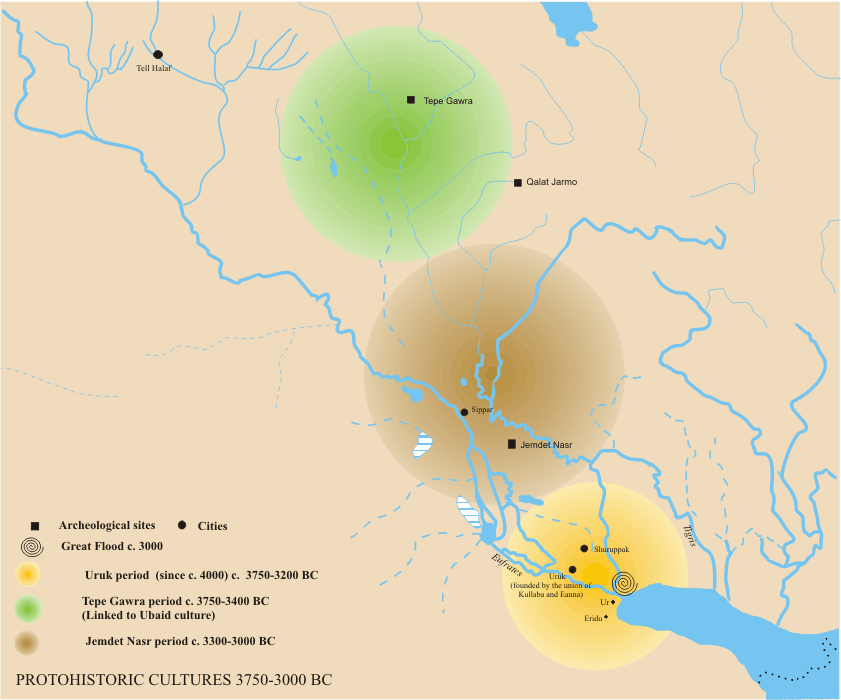
Mesopotàmia 3750-3000 aC

El neolític a Mesopotàmia comença cap al 7000 aC amb l'eclosió de les primeres cultures agrícoles i després els primers poblets, fins a arribar a les ciutats sumèries cap al 3700 aC.
Els sumeris es creu que es van desplaçar del nord-oest cap al país entre els dos rius cap al 4000 aC, i van substituir (i es varen barrejar) a les poblacions locals.
Jarmo, o Qalat Jarmo, és una ciutat al peu de les muntanyes Zagros on s'han trobat restes arqueològiques que estableixen que és un dels primers llocs del món on es practicava l'agricultura cap al 7000 aC. Es va trobar als anys 40 del segle xx i va ser excavat per experts entre 1848 i 1955
La cultura de Umm Dabaghiya s'estengué del 7000 fins després del 6000 aC i suposa una consolidació de l'agricultura, amb acumulació de productes per la redistribució i potser les primeres aparicions de caps
La cultura de Hassuna (Tell Hassuna) es va desenvolupar a continuació, a la zona de Mossul, amb aparició de la ceràmica, força treballada, i les primeres construccions. S'estengué de cap al 6000 aC al 5300 aC.
Al mateix temps es desenvolupa més al nord la cultura Halaf que s'estendrà de cap al 5800 aC fins al 4500 aC, a la vall del Khabur, on la ceràmica és més estilitzada i pintada
La cultura de Samarra es desenvolupa des prop del 6000 aC fins almenys el 5000 aC simultània a la de Hassuna. En haver-hi menys pluges es va fer necessari emmagatzemar més productes. La ceràmica està feta per especialistes, i l'agricultura està més desenvolupada amb proves d'irrigació. Es practica la pesca.
Al 4500 aC apareix la cultura d'Ubaid (del lloc que es va trobar primer) a Sumer. Es caracteritza per una ceràmica desenvolupada i característica i l'aparició de petits poblets d'agricultors i pescadors, amb restes d'enterraments amb acompanyament d'alguns ritus. La cultura s'estengué cap al nord substituint la cultura de Halaf.

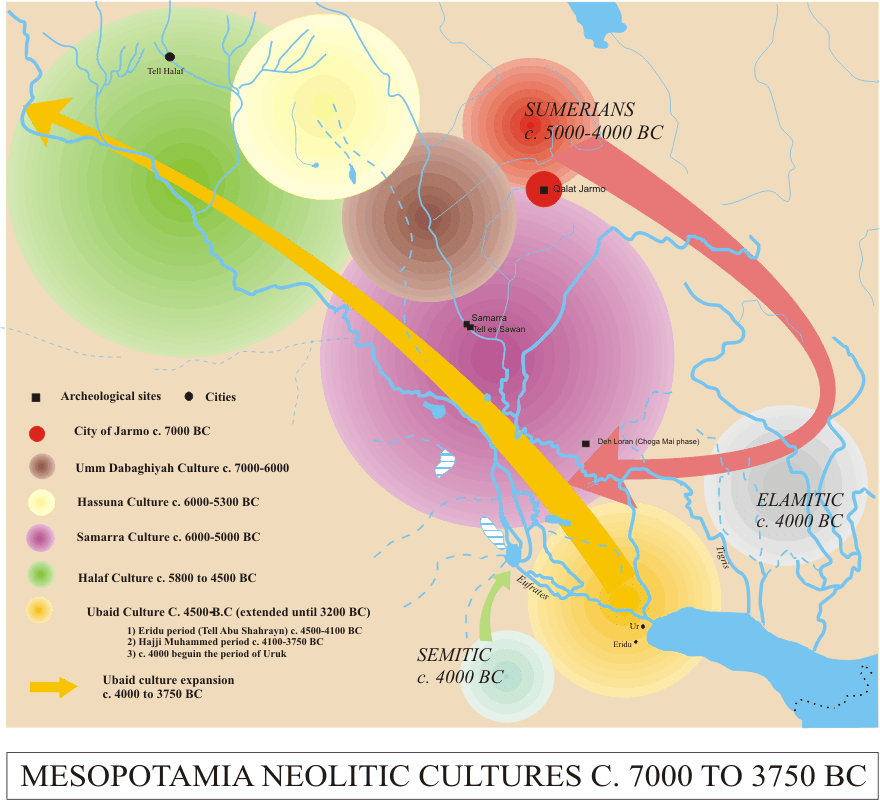
Neolític i Calcolític de Mesopotàmia

Es divideix en tres períodes: Eridu (4500 aC-4100 aC), Hajji Muhammad (4100 aC-3750 aC) i Uruk (3750 aC-3200 aC), la darrera de transició cap a l'edat del bronze.